# سهروفیروزان
سهروفیروزان ( شهر پیروزان) شهر از توابع شهرستان فلاورجان در استان اصفهان در قسمت مرکز ایران است. که به علت خاک حاصل خیز و ساحل زاینده رود دارای مجموعه باغ و ویلا سازی های بسیار زیاد است. فاصله شهر سهروفیروزان تا اصفهان ۲۸ کیلومتر است. 
سهروفیروزان، شهری تاریخی از توابع شهرستان فلاورجان در استان اصفهان است.

## سهروفیروزان قبل از اسلام
توجه به واژه سُهر و افسانه اسطوره فریدون و بنای این شهر توسط کیومرث که در اساطیر ایران با عنوان نخستین شاه ایران باستان از وی یاد می‌شود، دلیلی بر قدمت این دیار است اما در دوره ساسانیانبه دلیل وجود آثار و مدارک بیشتر و یافتن سکه‌های متعلق به این دوره در گوشه و کنار روستای سهروفیروزان و همچنین کشف آثاری در دوره حاکمیت ضل السلطان بر اصفهان در سهروفیروزان و تصرف آن توسط این فرد منفور و نیز دیگر آثار به دست آمده طی حفاری کانال آبرسانی در دوره پهلوی و وجود آثار باقیمانده از پیشینیان که اساس ساسانی داشته همچون قلعه گبری که هم نامش و هم وجودش متعلق به این دوره است و نیز آثار متعلق به یهودیان مانند کنیسه سارابت آشر در پیربکران ۳ کیلومتری این مکان و اخبارهایی که ابن رسته و حمزه اصفهانی دال بر تقسیم آب زاینده رود توسط اردشیر بابکان آورده‌اند نشانه ای از موجودیت این مکان در هزاره قبل از اسلام است. این که مورخانی چون ابن رسته و حمزه اصفهانی و فرخی در اخبار قبل از اسلام خود نام پادشاهان ساسانی را چون شاهپور و بهرام گور ملازم با نام شهر پیروزان آورده‌اند و البته کنار النجان، پیروزان از موقعیت ویژه ای برخوردار بوده‌است که مدارکی از جمله نقشه‌های شماره ۱۷۰۰ و ۱۷۰۱ مؤسسه سحاب که سهروفیروزان را در کنار جی- سپاهان- اصفهان از مهمترین شهرهای آن زمان آورده و همچنین خبر وارده در روزنامه کیهان روز دوشنبه ۱۷ دی ماه سال ۱۳۵۲ شمسی که خبر از کشف شهر تاریخی پیروزان در جریان حفاری‌های احداث کانال آبرسانی را می‌دهد.

## سفرنامه ابن بطوطه
از شوشتر به سوی اشترکان (واقع در نزدیکی اصفهان) سپس به «فیروزان» (فیروزان که اکنون با نام سهروفیروزان شناخته می‌شود) در هفت فرسنگی اصفهان و بعد از نماز عصر بود که به این شهر رسیدم و مردم برای تشییع جنازه ای به بیرون آمده بودند و از پیش و پس مشعل ها افروخته بودند و گوشه ای دیگر شیپورها می‌زدند. مغنیان نیز آوازهای طرب‌انگیز می‌خواندند. ما از کار آنان در شگفت شدیم و یک شب در آنجا ماندیم؛ و بعداً به «نَبلان» رفته، و به سیر خود ادامه داده تا به (اصفهان) یا «أصبهان» که به گفته او از عراق عجم) است رسیده، و راجع به اصفهان می‌گوید از شهرهای بزرگ و خوب است، جز این که بخش عمده آن به سبب آشوبی که میان اهل سنت و شیعه و به تعبیر او (روافض) واقع شده خراب گردیده و هنوز هم جنگ بین آن‌ها ادامه دارد

## وجه تسمیه
حمدالله مستوفی از مورخین قرن هشتم بنای سهرفیروزان را به کیومرث منسوب کرده که معمولاً اینگونه انتسابات خود نشانی از قدمت شهرهای کهن است، ضمن آنکه قول دیگر قولی است که حسن انصاری در تاریخ اصفهان آورده‌است و عبارت است از اینکه این مکان را در دوره اسلامی اتابیک فیروز شاه لایق کرده و به نام او شده است، همچنین یاقوت حموی از جغرافی نویسان قرن هفتم که آورده:
فیروزان مِن قَریِ اِلاصبَهان ثُّم مِن ناحِیَة اللِنجان مِن اَحسَنَ القرُی و اَطیَبِها هَوأ وَ ماء کَثیرَةُ الفَواکَة المَعجَبَتهَ وَ فیها جامِع طَیّب…
(حموی-جلد ۴)
اما در مورد سُهر مقدمه و واژه و معنای صحیح کلمه سُهر کدام است؟
سهر {سُ} = گاو سرخ
سور {sur} {پهلوی} = جشن و سرور
سور {sur} {ع} = دیوار گرداگرد شهر
سُر = شرابی که از برنج سازند
در گویش لری واژه «سرخ» به صورت «سُهر» تلفظ می‌شود
قدیمی‌ترین سند موجود که متعلق به قرن هفتم هجری است شکل آن را چنین ثبت کرده:
سُهر قَریَةُ کَبیرَةُ ذاتَ جامِعُ مَلیحِ وَ مَنارِة مِن قرَی اِلاصبَهان ثُّمٍ مَن ناحِیَة خالِنجان سَمِعَ بَها الْمُحِب بْن النَجّار
(یاقوت حموی - جلد۳)
بنا بر این رواج این واژه حد اقل از قرن هفتم بدین سو محرز و معلوم می‌گردد، صورت صحیح آن نیز «سهر» را به معنای گاو سرخ بدانیم آنچنانکه فریدون اول خروج بر گاو سرخ نشست تا پادشاهی بر وی مقرر شد.
در یکی از مناجات‌های آیین زردشتی آمده:
من دیو را دشمن می‌دارم و یزدان را می‌پرستم.
من از زردشت پیروی می‌کنم که دشمن دیوان بود و پیامبری از سوی یزدان بود.
روانهای مقدس و امشا سپندان را می‌ستایم و نزد خداوند دانا پیمان می‌بندم که همیشه نیکو کاری پیشه کنم، راستی را برگزینم با فره ایزدی بهترین کارها را پیش گیرم و دربارهٔ گاو که از عطاهای خیر فرد است مهربان باشم.
بنا بر این «سهر» در این معنا هم گویای قدمت و هم دارای اصالت زبانی است.
دیدگاه دیگر آنکه چنانچه واژه «سهر» را از خشهتر در اوستا و فرس هخامنشی و سانسکریت بدانیم در این صورت به معنی کشور می‌شود که در فارسی شهر شده و به جای بلدهٔ عربی به کار می‌رود.
با توجه به نگارش انگلیسی کلمه Sohrofirozan و توجه به دستور زبان فارسی، کلمه سهر از کلمه فیروزان جدا نیست و در کنار هم به واسطه ضمه _ُ به هم متصل می‌شوند در صورتی که در نگارش فارسی سهر و فیروزان، دو کلمه از یکدیگر جدا شده و با حرف تفکیک کننده (و) به همدیگر وصل می‌شوند که در صورت توجه به نگارش انگلیسی کلمه سهرُفیروزان درست است و البته ضمن توجه به وجه تسمیه سهرفیروزان و دلیل این وجه تسمیه که اشاره به نحوه تاجگذاری پیروز ساسانی دارد که پیروز به پیروی از افسانه تاجگذاری فریدون دارد که مفصلاً توضیح داده شده، واژه سهرِفیروزان یا سهرُفیروزان مطرح شده که قطعاً صحیح است
سهرُفیروزان = Sohrofirozan
سهر و فیروزان = Sohr va firozan

## پل بابا محمود سهرفیروزان
پل بابا محمود سهرفیروزان مربوط به قرن هفتم، دوران مغول ساخته به دست بابا محمود سهرفیروزانی است در شهرستان فلاورجان، منطقه پیربکران واقع شده و این اثر در تاریخ ۲۵ اسفند ۱۳۴۵ با شمارهٔ ثبت ۶۳۴ به‌عنوان یکی از آثار ملی ایران به ثبت رسیده‌است.
این پل تاریخی که در بین پل‌های قدیمی استان اصفهان از قدمت بیشتری برخوردار است، ساخته شده در دوره ایلخانان مغول (عهد سلطان محمد خدابنده الجایتو) توسط حاکم لنجانات و از مشاوران الجایتو یعنی بابامحمود سهرفیروزانی در سال ۷۰۴ هجری قمری است و این بنای تاریخی که قدمتی بالغ بر ۷۵۰ سال دارد.

## امامزاده شاه ابوالقاسم
حضرت امامزاده شاه ابوالقاسم علی بن زید بن حسن بن جعفر بن محمد السلیق بن عبدالله بن محمد بن حسن بن الحسن بن الحسین الاصغر بن علی بن الحسین (ع) در استان اصفهان، نقیب اصفهان بوده و در سال ۴۱۸ هجری وفات یافته و در دهستان سهرفیروزان دفن گردیده‌است که زیارتگاه اهالی محل است و از جاهای دور و نزدیک نیز برای زیارت به این مکان آمده و نذورات خود را در جوار آن اداء می‌کنند
بنای امامزاده در انتهای شهرقدیم فیروزان و در نزدیکی رودخانه زاینده رود قرار دارد و ساختمان امامزاده از خشت خام و گل رس ساخته شده و در دوره‌های دیگر بخش‌هایی به آن اضافه گردیده و بعضاً نمای آجری دارد و گنبد امامزاده هرمی شکل و هشت ضلعی با ساق هشت گوش است که در مجموع نوع معماری امامزاده ایلخانی است.

## حمام تاریخی سهرفیروزان
حمام سهر مربوط به دوره قاجار است و در شهرستان فلاورجان، دهستان سهروفیروزان، روستای سهروفیروزان، محله سهر واقع شده و این اثر در تاریخ ۱۳ خرداد ۱۳۸۶ با شمارهٔ ثبت ۱۹۲۱۶ به‌عنوان یکی از آثار ملی ایران به ثبت رسیده‌است.
اکنون حمام تاریخی سهر به عنوان اولین خانه صنایع دستی و میراث گردشگری شهرستان فلاورجان در سال ۱۳۹۷ انتخاب شد و در سال ۱۳۹۸ مورد مرمت و بازسازی قرار گرفت

## برج کبوتر سهرفیروزان
برج کبوتر سهروفیروزان مشهور به برج کبوتر ملاباشی مربوط به دوره قاجار است و در شهرستان فلاورجان، دهستان سهروفیروزان، روستای سهروفیروزان واقع شده و این اثر در تاریخ ۲۰ اسفند ۱۳۸۵ با شمارهٔ ثبت ۱۸۱۰۸ به عنوان یکی از آثار ملی ایران به ثبت رسیده‌است.
برج کبوتر خانه و باغ میوه ملاباشی از نامداران و بزرگان سهرفیروزان در دوران قاجار بوده‌است که اکنون این میراث در بخش مرکزی سهرفیروزان موجود می‌باشد.

## حیات وحش
وجود ۵ تا ۶ برج کبوتر خانه کوچک و بزرگ که اکنون یکی از آنها در باغ تاریخی ملاباشی باقی مانده با هزاران کبوتر که روزگاری قادر بوده بخشی از کود مورد نیاز مزارع مثمر سهرفیروزان را نیز تأمین کنند، اما اینک به جز یکی دو برج که آن هم غالباً غیرفعال می‌باشد و جنبه میراث تاریخی دارند و همچنین موقعیت طبیعی منطقه یعنی بیشه زارهای ساحل زاینده رود که محل زیست انواع پرندگان کوچک و بزرگ چون کبوتر خانگی، صحرایی، گنجشک، کلاغ، بط، لک لک، بلبل، قناری، پرستو، فاخته، یاکریم، آلوباغی و سار و… می‌باشد؛ و نیز از حیوانات وحشی آن می‌توان از روباه، گرگ، شغال و خرگوش نام برد و از خزندگان، بیشترین تعداد مربوط به مار، مارمولک و آفتاب‌پرست است، مجموعه وحوش سهروفیروزان را شامل می‌شود.

## آثار تاریخی مشهور سهرفیروزان
این روستا دارای ۳۰ اثر تاریخی و ۶ اثر ثبت شده در فهرست آثار ملی ایران دارد که مشهورترین این آثار عبارتند از:
۱- پل بابامحمود تاریخ ثبت ۱۳۴۵/۱۲/۲۵ شماره ثبت ۶۳۴،
۲- حمام سهر تاریخ ثبت ۱۳۸۶/۰۳/۱۳ شماره ثبت ۱۹۲۱۶،
۳- حمام فیروزان تاریخ ثبت ۱۳۸۷/۰۹/۱۸ شماره ثبت ۲۳۹۱۵
۴- برج کبوتر باغ ملا باشی تاریخ ثبت ۱۳۸۵/۱۲/۲۰ شماره ثبت ۱۸۱۰۸،
۵- بقعه امامزاده شاه ابوالقاسم (ع) تاریخ ثبت ۱۳۵۶/۰۳/۱۶ شماره ثبت ۷۵۶،
1. مسجد بابا محمود
2. مقبره بابا محمود سهرفیروزانی
3. مقبره بابا شیخ احمد
4. مقبره بابا هودالدین از شاگردان امام صادق (ع)
5. مسجد ملائکه (حاج مطلب)
6. قلعه تاریخی کوشک
7. امامزاده زکیه و رقیه خاتون
8. خانه تاریخی حاج محمود وکیلی
9. دو عدد شیر سنگی نام برد.